# Pływanie na Światowych Wojskowych Igrzyskach Sportowych 2007
Pływanie na 4. Światowych Wojskowych Igrzyskach Sportowych – zawody w pływaniu, które były organizowane przez CISM dla sportowców-żołnierzy, odbywały się w dniach pomiędzy 15 a 20 października 2007 we indyjskim Hajdarabadzie podczas światowych igrzysk wojskowych. Najwięcej medali zdobyli reprezentanci Rosji ogółem 33 (w tym 13 złote, 12 srebrnych oraz 8 brązowe).

## Harmonogram
| Październik 2007 | 14 | 15 | 16 | 17 | 18 | 19 | 20 | 21 |
| ---------------- | -- | -- | -- | -- | -- | -- | -- | -- |
| Pływanie         |    | F  | F  | F  | F  | F  | F  |    |

Legenda
|  | Dzień zawodów |  | Finały (F) |

## Konkurencje
Rozgrywane były 35 konkurencje (19 męskich i 16 żeńskich) w pływaniu w basenie.
Mężczyźni
- styl dowolny: 50 m, 100 m, 200 m, 400 m, 1500 m, 4 × 100 m, 4 × 200 m
- styl grzbietowy: 50 m, 100 m, 200 m
- styl klasyczny: 50 m, 100 m, 200 m
- styl motylkowy: 50 m, 100 m, 200 m
- styl zmienny: 200 m, 400 m, 4 × 100 m

Kobiety
- styl dowolny: 50 m, 100 m, 200 m, 400 m, 4 × 100 m
- styl grzbietowy: 50 m, 100 m, 200 m
- styl klasyczny: 50 m, 100 m, 200 m
- styl motylkowy: 50 m, 100 m, 200 m
- styl zmienny: 200 m, 4 × 100 m

## Medaliści

### Mężczyźni
| Konkurencja:                   | Złoto                                                                             | Srebro                                                                           | Brąz                                                                                 |
| Konkurencja:                   | Zawodnik                                                                          | Zawodnik                                                                         | Zawodnik                                                                             |
| Styl dowolny                   |                                                                                   |                                                                                  |                                                                                      |
| 50 metrów                      | Jewgienij Łagunow · Rosja                                                         | Andriej Grieczin · Rosja                                                         | Joe Smutz · Stany Zjednoczone                                                        |
| 100 metrów                     | Jewgienij Łagunow · Rosja                                                         | Robert Könneker · Niemcy                                                         | Stefan Herbst · Niemcy                                                               |
| 200 metrów                     | Robert Könneker · Niemcy                                                          | Romans Mlosavskis · Łotwa                                                        | Dragoș Coman · Rumunia                                                               |
| 400 metrów                     | Jurij Priłukow · Rosja                                                            | Spiridon Janiotis · Grecja                                                       | Dragoș Coman · Rumunia                                                               |
| 1500 metrów                    | Spiridon Janiotis · Grecja                                                        | Jurij Priłukow · Rosja                                                           | Samuel Pizzetti · Włochy                                                             |
| Styl grzbietowy                |                                                                                   |                                                                                  |                                                                                      |
| 50 metrów                      | Ľuboš Križko · Słowacja                                                           | Aristidis Grigoriadis · Grecja                                                   | Oliver Schmich Andrij Oleinjk                                                        |
| 100 metrów                     | Ľuboš Križko · Słowacja                                                           | Jewgienij Aloszyn · Rosja                                                        | Tao Zhao · Chiny                                                                     |
| 200 metrów                     | Tao Zhao · Chiny                                                                  | Federico Turrini · Włochy                                                        | Jeorjos Demetis · Grecja                                                             |
| Styl klasyczny                 |                                                                                   |                                                                                  |                                                                                      |
| 50 metrów                      | Ołeh Lisohor · Ukraina                                                            | Alessandro Terrin · Włochy                                                       | Qiu Jingyu · Chiny                                                                   |
| 100 metrów                     | Grigorij Falko · Rosja                                                            | Ołeh Lisohor · Ukraina                                                           | Huang Yunkun · Chiny                                                                 |
| 200 metrów                     | Maxim Podoprigora · Austria                                                       | Grigorij Falko · Rosja                                                           | Ołeh Lisohor · Ukraina                                                               |
| Styl motylkowy                 |                                                                                   |                                                                                  |                                                                                      |
| 50 metrów                      | Serhij Breus · Ukraina                                                            | Nikołaj Skworcow · Rosja                                                         | Leif-Marten Krüger · Niemcy                                                          |
| 100 metrów                     | Nikołaj Skworcow · Rosja                                                          | Serhij Advena · Ukraina                                                          | Paolo Villa · Włochy                                                                 |
| 200 metrów                     | Nikołaj Skworcow · Rosja                                                          | Serhij Advena · Ukraina                                                          | Paolo Villa · Włochy                                                                 |
| Styl zmienny                   |                                                                                   |                                                                                  |                                                                                      |
| 200 metrów                     | Tao Zhao · Chiny                                                                  | Qiu Jingyu · Chiny                                                               | Andriej Kriłow · Rosja                                                               |
| 400 metrów                     | Federico Turrini · Włochy                                                         | Andriej Kriłow · Rosja                                                           | Tao Zhao · Chiny                                                                     |
| Sztafety                       |                                                                                   |                                                                                  |                                                                                      |
| 4 × 100 metrów stylem dowolnym | Rosja · Andriej Grieczin · Jurij Priłukow · Jewgienij Łagunow · Andriej Kaprałow  | Niemcy · Leif-Marten Krüger · Philipp Wolge · Stefan Herbst · Robert Könneker    | Włochy · Alessandro Chinellato · Alessandro Terrin · Andrea Busato · Lorenzo Vismara |
| 4 × 200 metrów stylem dowolnym | Rosja · Andriej Grieczin · Jurij Priłukow · Jewgienij Łagunow · Andriej Kaprałow  | Grecja · Jeorjos Demetis · Andreas Zisimos · Nikos Xylouris · Dimitrios Manganas | Niemcy · Leif-Marten Krüger · Philipp Wolge · Stefan Herbst · Robert Könneker        |
| 4 × 100 metrów stylem zmiennym | Rosja · Jewgienij Aloszyn · Grigorij Falko · Nikołaj Skworcow · Jewgienij Łagunow | Niemcy · Stefan Herbst · Hendrik Feldwehr · Robert Könneker · Leif-Marten Krüger | Ukraina · Andrij Oleinjk · Ołeh Lisohor · Serhij Advena · Denys Sizonenko            |

### Kobiety
| Konkurencja:                   | Złoto                                                   | Srebro                                                                             | Brąz                                                                              |
| Konkurencja:                   | Zawodniczka                                             | Zawodniczka                                                                        | Zawodniczka                                                                       |
| Styl dowolny                   |                                                         |                                                                                    |                                                                                   |
| 50 metrów                      | Yang Li · Chiny                                         | Daniela Samulski · Niemcy                                                          | Swiatłana Chachłowa · Białoruś                                                    |
| 100 metrów                     | Daniela Samulski · Niemcy                               | Camelia Potec · Rumunia                                                            | Birgit Koschischek · Austria                                                      |
| 200 metrów                     | Darja Bielakina · Rosja                                 | Xue Li · Chiny                                                                     | Camelia Potec · Rumunia                                                           |
| 400 metrów                     | Camelia Potec · Rumunia                                 | Xue Li · Chiny                                                                     | Darja Bielakina · Rosja                                                           |
| Styl grzbietowy                |                                                         |                                                                                    |                                                                                   |
| 50 metrów                      | Yang Li · Chiny                                         | Xu Tianglongzi · Chiny                                                             | Anastasija Zujewa · Rosja                                                         |
| 100 metrów                     | Yang Li · Chiny                                         | Xu Tianglongzi · Chiny                                                             | Anastasija Zujewa · Rosja                                                         |
| 200 metrów                     | Xu Tianglongzi · Chiny                                  | Anastasija Zujewa · Rosja                                                          | Camelia Potec · Rumunia                                                           |
| Styl klasyczny                 |                                                         |                                                                                    |                                                                                   |
| 50 metrów                      | Jelena Bogomazowa · Rosja                               | Qi Hui · Chiny                                                                     | Switłana Bondarenko · Ukraina                                                     |
| 100 metrów                     | Jelena Bogomazowa · Rosja                               | Qi Hui · Chiny                                                                     | Julija Pidlisna · Ukraina                                                         |
| 200 metrów                     | Qi Hui · Chiny                                          | Jelena Bogomazowa · Rosja                                                          | Julija Pidlisna · Ukraina                                                         |
| Styl motylkowy                 |                                                         |                                                                                    |                                                                                   |
| 50 metrów                      | Zhou Yafei · Chiny                                      | Daniela Samulski · Niemcy                                                          | Irina Biespałowa Wasilisa Władykina                                               |
| 100 metrów                     | Zhou Yafei · Chiny                                      | Irina Biespałowa · Rosja                                                           | Natalja Sutiagina · Rosja                                                         |
| 200 metrów                     | Francesca Segat · Włochy                                | Jelena Bogomazowa · Rosja                                                          | Julija Pidlisna · Ukraina                                                         |
| Styl zmienny                   |                                                         |                                                                                    |                                                                                   |
| 200 metrów                     | Darja Bielakina · Rosja                                 | Yao Yu · Chiny                                                                     | Natalja Sutiagina · Rosja                                                         |
| Sztafety                       |                                                         |                                                                                    |                                                                                   |
| 4 × 100 metrów stylem dowolnym | Chiny · Yao Yu · Zheng Yifei · Zhou Yafei · Xiao Lingxi | Rosja · Swietłana Fiedułowa · Wasilisa Władykina · Olga Szulgina · Darja Bielakina | Włochy · Flavia Zoccari · Laura Letrari · Martina Cuppone · Francesca Segat       |
| 4 × 100 metrów stylem zmiennym | Chiny · Yang Li · Qi Hui · Zhou Yafei · Yao Yu          | Włochy · Laura Letrari · Veronica Demozzi · Francesca Segat · Flavia Zoccari       | Ukraina · Hanna Suszenko · Switłana Bondarenko · Julija Pidlisna · Ołena Lapunowa |

## Klasyfikacja medalowa
* Organizator zawodów został zaznaczony tym kolorem, Polskę oznaczono tekstem pogrubionym.
| 1                  | Rosja              | 13                 | 11                 | 8  | 31 | 9  | 6   | 1  | 4  | 5  | 7  |    |    |
| 2                  | Chiny              | 11                 | 8                  | 4  | 23 | 2  | 1   | 4  | 9  | 7  | 0  |    |    |
| 3                  | Niemcy             | 2                  | 5                  | 3  | 10 | 1  | 3   | 3  | 1  | 2  | 0  |    |    |
| 4                  | Ukraina            | 2                  | 3                  | 8  | 13 | 2  | 3   | 3  | 0  | 0  | 5  |    |    |
| 5                  | Włochy             | 2                  | 3                  | 5  | 10 | 1  | 2   | 4  | 1  | 1  | 1  |    |    |
| 6                  | Słowacja           | 2                  | 0                  | 0  | 2  | 2  | 0   | 0  | 0  | 0  | 0  |    |    |
| 7                  | Grecja             | 1                  | 3                  | 1  | 5  | 1  | 3   | 1  | 0  | 0  | 0  |    |    |
| 8                  | Rumunia            | 1                  | 1                  | 4  | 6  | 0  | 0   | 2  | 1  | 1  | 2  |    |    |
| 9                  | Austria            | 1                  | 0                  | 2  | 3  | 1  | 0   | 1  | 0  | 0  | 1  |    |    |
| 10                 | Łotwa              | 0                  | 1                  | 0  | 1  | 0  | 1   | 0  | 0  | 0  | 0  |    |    |
| 11                 | Białoruś           | 0                  | 0                  | 1  | 1  | 0  | 0   | 0  | 0  | 0  | 1  |    |    |
| 11                 | Stany Zjednoczone  | 0                  | 0                  | 1  | 1  | 0  | 0   | 1  | 0  | 0  | 0  |    |    |
| Ogółem (12 państw) | Ogółem (12 państw) | Ogółem (12 państw) | Ogółem (12 państw) | 35 | 35 | 37 | 107 | 19 | 19 | 20 | 16 | 16 | 17 |